# Delta, Ohio
Delta là một làng thuộc quận Fulton, tiểu bang Ohio, Hoa Kỳ. Năm 2010, dân số của làng này là 3103 người.

## Dân số
- Dân số năm 2000: 2930 người.
- Dân số năm 2010: 3103 người.